# Joost Bürgi
Joost Bürgi o Jobst Bürgi (también conocido por su forma latinizada Byrgius) (Lichtensteig, Suiza, 28 de febrero de 1552 - Kassel, Hesse-Kassel, 31 de enero de 1632) fue un relojero y matemático suizo. En ocasiones es acreditado como el inventor de los logaritmos (que publicó en 1620), aunque el crédito de este descubrimiento suele atribuirse al británico John Napier, quien fue el primero en publicar su trabajo.
También fue un gran contribuidor a la Prostaféresis (Prosthaphaeresis), que es una técnica rápida para calcular productos usando identidades trigonométricas, procedimiento ideado antes que los logaritmos.

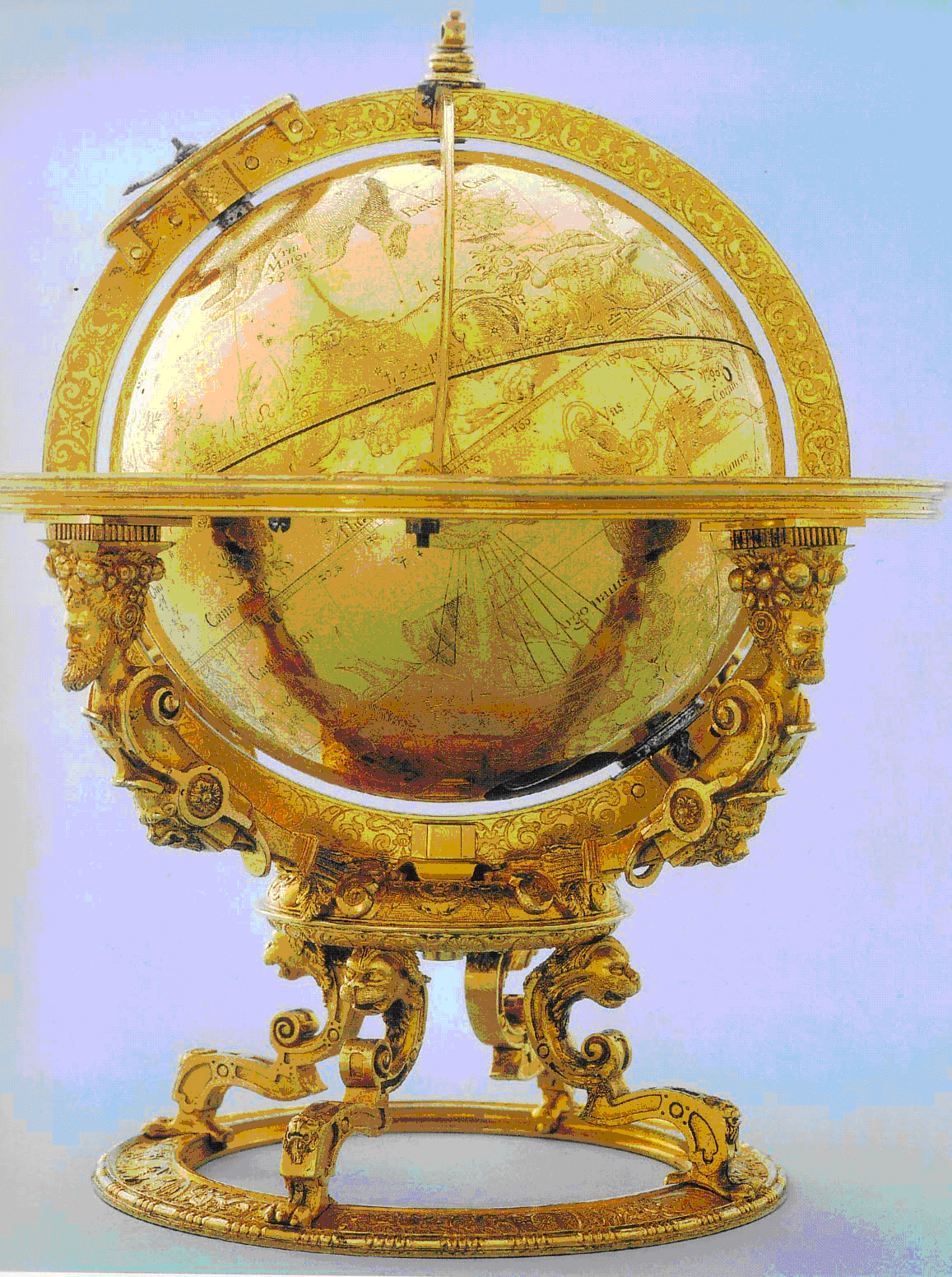
Globo celeste mecanizado, fabricado en 1594 en Kassel, ahora en el Schweizerisches Landesmuseum de Zúrich

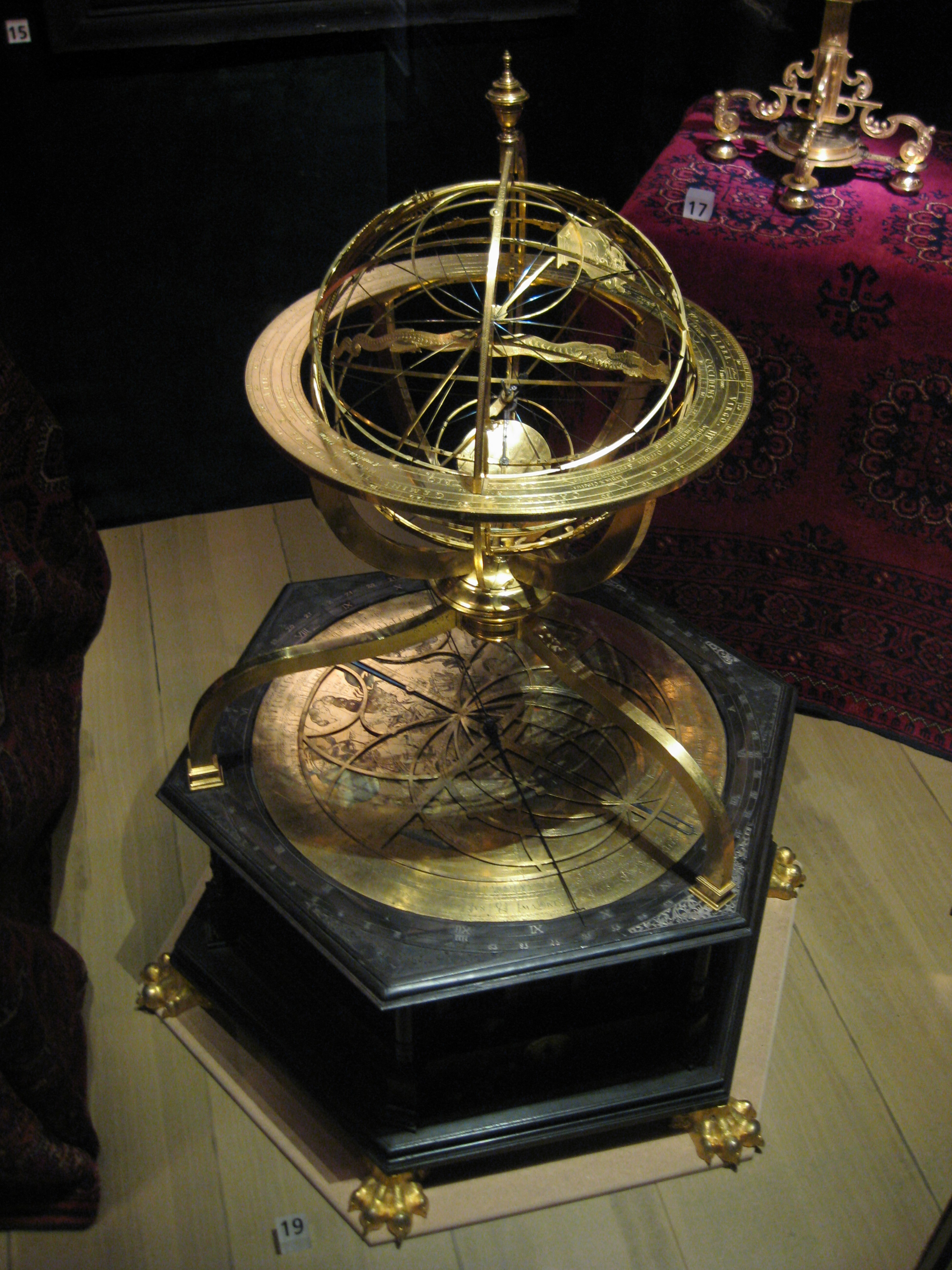
Jost Bürgi y Antonius Eisenhoit: Esfera armilar con reloj astronómico, fabricada en 1585 en Kassel, ahora en el Museo Nordiska de Estocolmo

## Biografía
Bürgi nació en 1552 en Lichtensteig, Toggenburg, por entonces territorio de la Abadía de San Galo (ahora parte del Cantón de San Galo, Suiza).
No se sabe mucho sobre su vida o su educación antes de su empleo como astrónomo y relojero en la corte de Guillermo IV en Kassel en 1579; se ha especulado que adquirió sus conocimientos matemáticos en Estrasburgo, entre otros del matemático suizo Conrad Dasypodius, pero no se dispone de datos que lo confirmen.
A pesar de que era un autodidacta, ya en vida fue considerado como uno de los más excelentes ingenieros mecánicos de su generación. Su patrón, Guillermo IV de Hesse-Kassel, en una carta a Tycho Brahe alabó a Bürgi como un "segundo Arquímedes" (cuasi indagine Arquimedes altera est).
Otro autodidacta, Nicolaus Reimers, tradujo en 1587 la obra de Copérnico De Revolutionibus Orbium Coelestium al alemán para Bürgi. Una copia de la traducción sobrevivió en Graz, por lo que se la ha denominado "Grazer Handschrift".
En 1604, entró al servicio del emperador Rodolfo II en Praga. A continuación, se hizo amigo de Johannes Kepler, con quien trabajó en estrecha colaboración. Bürgi construyó una tabla de senos (Canon Sinuum), que era supuestamente muy precisa, pero al haberse perdido, es difícil estar seguro de su exactitud real (por ejemplo, el tratado Otho Opus Palatinum incluía cálculos que no eran tan precisos como se pretendía). Una introducción a algunos de los métodos de Bürgi sobrevive en una copia que hizo Kepler, en la que se analizan los conceptos básicos del álgebra (o Coss, como era conocida en ese momento) y de las fracciones decimales. Algunos autores consideran a Bürgi como uno de los inventores de los logaritmos. Entre su legado se cuentan también los logros de la ingeniería utilizada en sus innovadores modelos mecánicos astronómicos.

## Fabricante de instrumentos
No está documentado dónde adquirió sus habilidades mecánicas, pero el hecho es que con el tiempo se convirtió en el relojero y fabricante de instrumentos científicos más innovador de su época. Entre sus principales inventos de relojería figuran los mecanismos de escape del tipo cross-beat (con un sistema alterno de retención cruzado) y el remontoire, dos sistemas que mejoraron la precisión de los relojes mecánicos de la época en varios órdenes de magnitud. Esto permitió que fuesen los primeros relojes utilizables como instrumentos científicos, con la exactitud suficiente para determinar el paso de las estrellas (y otros cuerpos celestes) en la mira de los telescopios para empezar a trazar con precisión las posiciones estelares.
Trabajando como fabricante de instrumentos para la corte de Guillermo IV en Kassel jugó un papel fundamental en el desarrollo de las primeras cartas astronómicas. Ideó los logaritmos como una herramienta de trabajo para sí mismo, empleándolos en sus cálculos astronómicos, comportándose como un "artesano/erudito" más que como un "erudito/científico", por lo que no publicó su invención durante mucho tiempo.
En 1592 el emperador Rodolfo II recibió en Praga de su tío, el Landgrave de Hesse-Kassel, un globo terráqueo fabricado por Bürgi, e insistió en que Bürgi fuese a entregarlo personalmente. A partir de entonces, Bürgi repartió su tiempo entre Kassel y Praga, y finalmente entró al servicio del emperador en 1604 para trabajar con el astrónomo imperial Johannes Kepler.

### Realizaciones
Los principales mecanismos diseñados y construidos por Bürgi que se conservan en museos son:
- Varias esferas armilares mecanizadas (ahora en París [Conservatorio de Artes y Oficios], Zúrich [Museo Nacional Suizo], Kassel [Orangerie, 2x, 1580-1595] y Weimar [Biblioteca de la duquesa Ana Amalia])
- Varios relojes en Kassel, Dresde (Mathematisch Physikalischer Salon) y Viena (Bergkristaluhr (que incorpora un globo celeste mecanizado de cristal de roca) y un 'Planetenlaufuhr' (reloj para movimientos de planetas) en el Museo de Historia del Arte)
- Sextantes fabricados para Kepler (en el Museo Técnico Nacional en Praga)
- Mond-Anomalien-Uhr (un modelo mecánico de las irregularidades del movimiento de la Luna alrededor de la Tierra) en la Orangerie de Kassel
- Esfera armilar mecanizada en Upsala (Suecia).

## Matemático

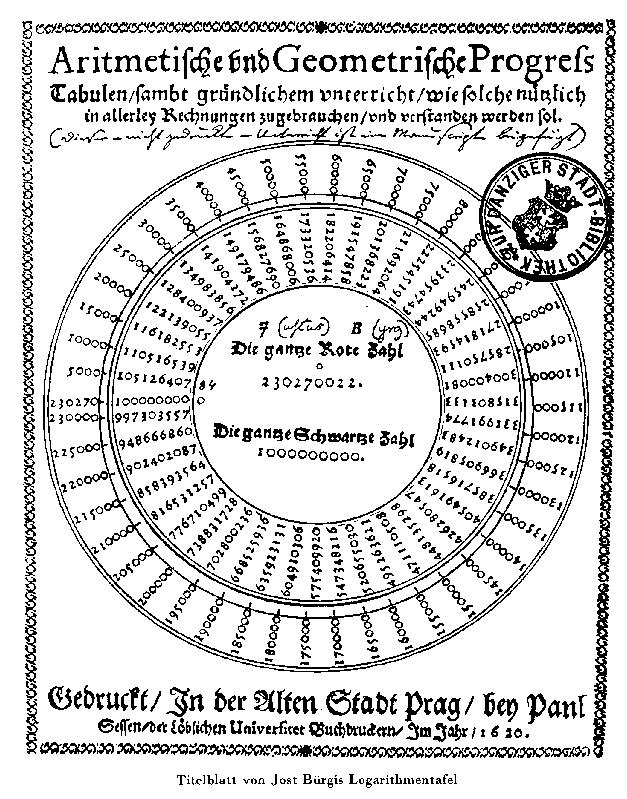
Portada de las Tablas de Logaritmos de Jost Bürgi de 1620

### Trigonometría
Hacia 1586, Bürgi era capaz de calcular valores de la función seno con precisión arbitraria, utilizando varios algoritmos, uno de los cuales denominó Kunstweg. Se supone que usó estos algoritmos para calcular su «Canon Sinuum», una tabla de senos con 8 decimales en pasos de 2 segundos de arco. Actualmente no se dispone de más información sobre esta tabla, y algunos autores han especulado que su rango era solo de 45 grados. Estas tablas fueron extremadamente importantes para la navegación marítima. Johannes Kepler se refiere al Canon Sinuum como la tabla de senos conocida más precisa. Bürgi explicó sus algoritmos en su Fundamentum Astronomiae, trabajo que presentó al emperador Rodolfo II en 1592.
El cálculo de la tabla iterativa a través del algoritmo de Bürgi funciona esencialmente de la siguiente manera: las celdas resumen los valores de las dos células anteriores de la misma columna. El valor de la celda final se divide por dos y comienza la siguiente iteración. Finalmente, los valores de la última columna se normalizan. Aproximaciones precisas del valor de los senos se obtienen después de unas pocas iteraciones. Recientemente, Folkerts et al. han demostrado que este sencillo proceso converge hacia el verdadero valor del seno. Otro de los algoritmos de Bürgi utiliza las diferencias con el fin de construir una tabla, anticipando las famosas Tables du cadastre de Gaspard de Prony.

### Logaritmos
Bürgi construyó una tabla de progresiones de lo que hoy se conocen como antilogaritmos. Desgraciadamente, no incluyó con ellas unas instrucciones de uso (ni una explicación del método empleado para su cálculo, descubierto independientemente de John Napier y de acuerdo con un procedimiento distinto), y fueron publicadas separadamente. Napier editó su descubrimiento en 1614, y esta publicación estaba ampliamente difundida en Europa cuando Bürgi publicó sus tablas a requerimiento de Johannes Kepler.
Bürgi pudo haber calculado su tabla de progresiones alrededor de 1600, pero su trabajo no incluía una base teórica de los logaritmos, aunque sus tablas eran utilizables para los mismos propósitos que las de Napier. Algunas fuentes argumentan que Bürgi no desarrolló una noción de la función logarítmica, por lo que no se le puede considerar el inventor de los logaritmos.
El método de Bürgi es claramente diferente al de Napier, y es evidente que fueron ideados de forma independiente. Kepler escribió acerca de los logaritmos de Bürgi en la introducción a sus Tablas Rodolfinas (1627) que: 

"... como una ayuda a sus cálculos Justus Byrgius llegó a estos logaritmos muchos años antes de que apareciese el sistema de Napier; pero siendo un hombre indolente y muy poco comunicativo, en vez de  mostrar a su criatura para el beneficio público, la abandonó tras su nacimiento."

## Reconocimientos
- El cráter lunar "Byrgius" lleva este nombre en su honor.[18]